# Maierhof (Guttenberg)
Maierhof ist ein Gemeindeteil der Gemeinde Guttenberg im Landkreis Kulmbach (Oberfranken, Bayern). Maierhof liegt in der Gemarkung Guttenberg.

## Geografie
Das Dorf Maierhof bildet mit Breitenreuth im Osten eine geschlossene Siedlung. Diese liegt im Tal des Mühlwiesbaches und ist von Acker- und Grünland umgeben. Die Kreisstraße KU 13 führt nach Guttenberg (1,3 km südlich) bzw. nach Tannenwirtshaus (1,9 km nordöstlich). Eine Gemeindeverbindungsstraße führt nach Triebenreuth (2,1 km nordwestlich).

## Geschichte
Der Ort wurde 1427 als „Meyerhof“ erstmals urkundlich erwähnt.
Gegen Ende des 18. Jahrhunderts bestand Maierhof aus 18 Anwesen. Das Hochgericht übte das Burggericht Guttenberg aus. Es hatte ggf. an das bambergische Centamt Marktschorgast auszuliefern. Die Dorf- und Gemeindeherrschaft hatte das Burggericht Guttenberg. Grundherren waren das Burggericht Guttenberg (1 Hof, 1 Gut, 1 Fronsölde, 8 Häuser, 1 Tropfhaus, 2 Schäferhäuser, 1 Schäferhäuslein mit Schäferei, 1 Mühle mit 1 Häuslein) und das Rittergut Schlößlein (1 Söldengut).
Mit dem Gemeindeedikt wurde Maierhof dem 1812 gebildeten Steuerdistrikt Guttenberg und der im selben Jahr gebildeten Gemeinde Guttenberg zugewiesen.

### Baudenkmäler
- Haus Nr. 6: Wohnhaus
- Haus Nr. 8: Ehemaliges Gut

### Einwohnerentwicklung
| Jahr      | 001801 | 001818 | 001819 | 001861 | 001871 | 001885 | 001900 | 001925 | 001950 | 001961 | 001970 | 001987 |
| Einwohner | 153    |        | 110    | 107    | 132    | 124    | 87     | 69     | 87     | 58     | 52     | 51     |
| Häuser    | 24     | 17     |        |        |        | 18     | 17     | 17     | 15     | 16     |        | 15     |
| Quelle    | [ 9 ]  | [ 7 ]  | [ 10 ] | [ 11 ] | [ 12 ] | [ 13 ] | [ 14 ] | [ 15 ] | [ 16 ] | [ 17 ] | [ 18 ] | [ 1 ]  |

## Religion
Maierhof ist seit der Reformation gemischt konfessionell. Die Katholiken sind nach St. Jakobus der Jüngere (Guttenberg) gepfarrt, die Protestanten nach St. Georg (Guttenberg).